# Ентеоген
Ентеоген ("генерисање божанског у себи") је хемијска супстанца која се користи у религијском, шаманском или духовном контексту који обично укључује психолошке или физиолошке промене.
Ентеогени су се користили као додатак многим обичајима чији је циљ био постизање трансцеденције, као што су медитација, јога, молитва, психоделична уметност, појање и различити облици музике. Они су се током историје такође користили у традиционалној медицини у виду психоделичне терапије.
Ентеогени су се користили у ритуалном контексту више хиљада година. Њихов религијски значај је такође добро успостављен у антрополошком и модерном контексту. Примери традиционалних ентеогена укључуј праве психоделике као што су Пејоти кактус,  псилоцибинске гљиве и ајахуаска, затим дисоцијативне психоделике као што је Tabernanthe iboga, атипичне психоделике као што је Salvia divinorum,  квази-психоделике као што је канабис и делиријанте као што је гљива мухара (Amanita muscaria). Главни традиционални начин уношења ентеогена јесте оралним путем.
Са појавом органске хемије настале су и многе синтетичке дроге са сличним психоактивним особинама, од којих су многе изведене од горе споменутих биљака. Многе чисте активне субстанце са психоактивним особинама су изоловане из дотичних организама и хемијски синтетизоване, ту спадају мескалин, псилоцибин, ДМТ, салвинорin А, ибогаин, ергин и мусцимол. Полусинтетичке дроге (нпр. ЛСД кога користи Neo-American Church) и синтетичке дроге (нпр. ДПТ кога користи Temple of the True Inner Light и 2Ц-Б кога користи Sangoma) су такође развијене. Кнабис је најраспрострањенија психоделична дрога на свету, мада је прецизније окарактерисати га као квази-психоделичну дрогу јер његови ефекат изоставља уобичајени халуциногени и цогнитивни ефекат који је присутан код традиционалних психоделика.
Шире гледано, израз ентеоген се односи на било коју психоактивну супстанцу која се користи због својих религиозних или духовних ефеката, било у формалној религиозној или у традиционалној пракси. Ова терминологија се често користи како бих разликовали рекреативни начин употребе од горенаведеног начина употребе истих дрога. Студије као што су експеримент Марш катедрале Тимоти Лирија и студија силоцибина у Џон Хопкинсу Роналда Грифитса су докуметовале извештаје о мистичним/духовним/религијским искуствима учесника експеримената којима су даване психоактивне дроге у кнтролисаним условима. Данас, истраживања која су у току су ограничена због распрострањене забране употребе дрога. Међутим неке земље имају легислације које дозвољавају традиционално коришћење ентеогена.

## Етимологија
Неологизам ентеоген је исковала група етноботаниста и научника из области митологије (Карл А. П. Рук, Џереми Бигвуд, Дени Стаплс, Ричард Еванс Шултес, Џонатан От и Р. Гордон Васон) 1979. године. Термин је изведен од две старогрчке речи ἔνθεος (entheos) и γενέσθαι (genesthai). Придев entheos се преводи на Српски као "испуњен богом, инспирисан, поседнут" и то је корен речи "ентузијазам". Грци су га користили као похвални термин за песнике и друге уметнике. Genesthai знчи "остварити се, настати". Према томе, ентеоген је дрога изазива да појединац постане инспирисан, односно да искуси осећања инспирације, обично у религиозном или "духовном" контексту.
Термин ентеоген је скован како би заменио термине
халуциноген и психоделик. Термин халуциноген је пупуларизован у књизи Врата перцепције Олдус Хакслија у којој говори о својим искуствима са мескалином, објављеном 1954. године. Док је термин психоделик, који је Грчки неологизам за "манифестација ума", сковао психијатар Хемфри Озмонд; Хаксли је био волунтер у експериментима са мескалином које је вршио Озмонд.
Рук ет ал. је сматрао да термин халуциноген неприкладан због свог етимолошког односа са речина које се односе на делиријум и лудило. Термин психоделик је такође био проблематичан због звучне сличности са речима које се односе на психозу, као и због чињенице да се постао неповратно асоциран са разним конотацијама које су обележиле поп културу шездесетих. У модерној употреби термин ентеоген се може користити и као синоним за горенаведене термине или као контраст са рекреативном употребом истих дрога. Значење термина ентеоген је формално дефинисао Рук ет ал.